# Superbonus 110%
Il Superbonus 110% è una misura di incentivazione edilizia introdotta il 19 maggio 2020 dal governo Conte II. Consiste in una serie di meccanismi d'agevolazione, detrazioni e rimborsi per interventi di natura edilizia, con l'obiettivo di ammodernare costruzioni e infrastrutture migliorandone l'efficienza energetica e al contempo di stimolare e risollevare il settore edile in crisi a causa della pandemia di COVID-19.
Originariamente prevista come misura di rilancio post-lockdown che avrebbe dovuto terminare al 31 dicembre 2021, la misura è stata prorogata ed ampliata dal governo Draghi mediante decreto-legge 6 maggio 2021, n. 59 allungando la scadenza ultima fino al 30 giugno 2022 o 2023 a seconda dei soggetti coinvolti. Tale approvazione ha ricevuto un voto favorevole con maggioranza plebiscitaria e bipartisan di destra, centro e sinistra.
In seguito, con decreti e leggi finanziarie, la misura è stata ulteriormente prorogata: solo successivamente sono emerse critiche e cambi di opinione, ma non è stato abrogato né da Mario Draghi, né dal successivo governo Meloni ed è tuttora vigente sebbene con percentuali a scalare fino al 31 dicembre 2025.
Il prolungamento della misura ha portato a sforare la spesa prevista, originariamente quantificata in 35 miliardi. A maggio 2023 il costo del solo Superbonus per le casse dello Stato ha raggiunto gli 86 miliardi di euro. Ad aprile 2024 il costo del provvedimento viene stimato in 160 miliardi di euro.
Nel giugno 2022 la misura è stata bocciata dalla Corte dei Conti a causa degli effetti distorsivi sul libero mercato. Anche in conseguenza di queste ripetute ampie proroghe, anziché una misura limitata di rilancio, è risultata una misura economicamente distorsiva e inflazionistica, con benefici relativamente modesti sul piano della riduzione delle emissioni di CO₂.

## Descrizione
Tra i principali incentivi volti alla riqualificazione energetica degli edifici, il legislatore italiano ha introdotto, attraverso il Decreto Rilancio, il c.d. Superbonus 110%. Tra i riferimenti normativi a motivazione dell'intervento vi è la Direttiva UE 2018/844 del Parlamento Europeo e del Consiglio europeo sull'efficienza energetica nell'edilizia.
La misura prevede una detrazione del 110% delle spese sostenute a partire dal 1º luglio 2020. Inizialmente la fine prevista per l'applicazione del decreto era il 30 giugno 2022, ma è stata poi estesa fino al 2025, con una riduzione progressiva dell'importo ammesso a detrazione: il 70% per le spese sostenute nel 2024 e il 65% per quelle sostenute nel 2025. La spesa deve essere opportunamente documentata ed effettivamente a carico dei contribuenti che possiedano o detengano, sulla base di un titolo idoneo, l'immobile sul quale sono effettuati gli interventi di riqualificazione energetica o quelli antisismici.
Per ottenere la detrazione è necessario un miglioramento dell'efficienza energetica, relativo ad ogni unità immobiliare, di almeno due classi energetiche. Qualora ciò non fosse possibile, bisognerebbe comunque ottenere il passaggio alla classe energetica immediatamente più alta. In ogni caso, il miglioramento della classe energetica dovrà essere accertato da soggetti abilitati a compiere la procedura di certificazione energetica degli edifici sulla base di requisiti tecnici minimi stabiliti dal Ministero dello sviluppo economico. Tale certificato dovrà poi essere inviato per via telematica all'Enea entro 90 giorni dalla conclusione dell'intervento insieme all'attestato di prestazione energetica contenente per l'appunto i dati relativi all'efficienza energetica dell'edificio. Tra le varie misure adottate, il Decreto prevede l'incremento dell'Ecobonus al 110% per gli interventi di isolamento termico a cappotto delle superfici opache verticali e orizzontali che interessino l'involucro dell'edificio con un'incidenza superiore al 25% della superficie.

## Ambito soggettivo
Hanno diritto alla detrazione fiscale del 110%, nei relativi limiti di spesa previsti dalla normativa, i seguenti soggetti:
- le persone fisiche, al di fuori dell’esercizio di attività di impresa, arti e professioni, su un massimo di due unità immobiliari[N 6], fermo restando il riconoscimento delle detrazioni per gli interventi effettuati sulle parti comuni dell’edificio;
- i condomini;
- gli Istituti autonomi case popolari (IACP) comunque denominati nonché gli enti aventi le stesse finalità sociali dei predetti Istituti, istituiti nella forma di società che rispondono ai requisiti della legislazione europea in materia di “in house providing” per interventi realizzati su immobili, di loro proprietà ovvero gestiti per conto dei comuni, adibiti ad edilizia residenziale pubblica;
- le cooperative di abitazione a proprietà indivisa per interventi realizzati su immobili dalle stesse posseduti e assegnati in godimento ai propri soci;
- le ONLUS, le organizzazioni di volontariato, le associazioni di promozione sociale e le associazioni sportive dilettantistiche (per queste ultime solo per la parte di immobile destinato agli spogliatoi).

## Ambito oggettivo
Per ottenere la detrazione fiscale del 110% è necessario che le spese sostenute riguardino uno dei seguenti interventi prioritari (c.d. trainanti):
- interventi di isolamento termico delle superfici opache inclinate, verticali e orizzontali (delimitanti il volume riscaldato, verso l'esterno, i vani non riscaldati o il terreno, compreso il tetto) che interessano l’involucro dell’edificio con un’incidenza superiore al 25% della superficie disperdente lorda dell’edificio o dell'unità immobiliare sita all'interno di edifici plurifamiliari che sia indipendente e disponga di accesso autonomo all'esterno. La superficie disperdente lorda non si limita esclusivamente all’eventuale locale sottotetto, infatti anche gli interventi di coibentazione del tetto rientrano tra quelli agevolati;
- interventi, condominiali o su singole unità, per la sostituzione di impianti di climatizzazione invernale esistente con impianti per il riscaldamento, il raffrescamento (nel caso si installino pompe di calore reversibili) nonché la fornitura di acqua calda sanitaria a condensazione, a pompa di calore o di microcogenerazione;
- interventi di riduzione del rischio sismico o di adozione di misure antisismiche.

Sono soggette alla stessa agevolazione, se effettuate congiuntamente agli interventi c.d. trainanti, le spese sostenute per gli interventi secondari (c.d. trainati), ad esempio quelli previsti dalla normativa ecobonus nei relativi limiti di spesa previsti, l’installazione di infrastrutture per la ricarica di veicoli elettrici o ancora l’installazione di impianti fotovoltaici con relativi sistemi di accumulo integrati oppure impianti solari su strutture pertinenziali degli edifici.

### Ulteriori presupposti tecnici
Il legislatore ha previsto ulteriori obbiettivi minimi da raggiungere per l'ottenimento del beneficio fiscale 110%. Tra questi i principali sono:
- Assicurare il miglioramento di almeno due classi energetiche (solo per gli interventi di efficientamento energetico)
- Assicurare il rispetto di requisiti tecnici e di efficienza minima delle tecnologie impiegate, definiti per ciascun sotto-intervento con Decreto Ministeriale (solo per gli interventi di efficientamento energetico)
- Assicurare il rispetto dei criteri ambientali minimi (inerenti soprattutto la tecnica di fabbricazione dei materiali e la percentuale minima di riciclato) per i materiali isolanti
- Assicurare la riduzione di rischio sismico tramite apposita analisi strutturale e asseverazione del progettista (solo per gli interventi antisismici)

Inoltre viene introdotto l'obbligo di deposito della Comunicazione di Inizio dei Lavori Asseverata per il Superbonus (c.d. CILAS), titolo edilizio che prevede come obbligatoria la nomina oltre che di un progettista abilitato anche di un direttore dei lavori, nonché l'attestazione di legittimità edilizia dell'immobile (sono quindi espressamente esclusi dal beneficio gli interventi eseguiti su edifici abusivi).

### Congruità della spesa, asseverazione tecnica e visto di conformità
Ai fini dell'ottenimento della detrazione 110% sono stati fin da subito introdotti anche adempimenti antifrode aggiuntivi ed inediti rispetto bonus edilizi precedenti. In dettaglio viene richiesto di dimostrare che l’intervento realizzato sia conforme alle leggi e alle norme vigenti, rispondente ai requisiti tecnici richiesti per l'accesso e che la spesa sostenuta sia congrua. La relativa documentazione probante viene raccolta in un'asseverazione tecnica redatta a cura di un professionista abilitato, quindi trasmessa agli enti di controllo. La spesa viene considerata congrua nel caso siano simultaneamente rispettati tre limiti: 1) la spesa non sia superiore a quella determinata tramite computo metrico estimativo degli interventi redatto facendo riferimento ai prezzari individuati da apposito Decreto Ministeriale; 2) per talune categorie di beni, la spesa non sia maggiore a quella indicata da apposito Decreto del Ministero della Transizione Ecologica; 3) La spesa non ecceda i massimali previsti per le tipologie di intervento in riferimento a ciascuna unità immobiliare. 
Anche le spese tecniche per le prestazioni intellettuali (ad esempio per la progettazione degli interventi, nonché per l'asseverazione tecnica stessa) non devono essere superiori a quelle stabilite dai decreti. Inoltre, nel caso il beneficiario intenda usufruire dell'opzione dello sconto in fattura o della cessione del credito d'imposta, viene introdotto anche l'obbligo dell'apposizione di un visto di conformità che attesti la sussistenza di tutti i presupposti che danno diritto alle detrazione. Quest'ultimo adempimento viene effettuato dai soggetti incaricati della trasmissione telematica alla Agenzia delle entrate delle dichiarazioni (dottori commercialisti, ragionieri, periti commerciali e consulenti del lavoro) e dai responsabili dell'assistenza fiscale dei CAF.
In ragione di questi articolati livelli di accertamento tecnico e fiscale il Superbonus è risultata la tipologia di bonus edilizio di gran lunga meno soggetta a frodi nell'ambito della cessione dei crediti d'imposta, costituendo solo il 3% dell'ammontare delle somme illecitamente percepite così come accertato in un primo report della Agenzia delle entrate presentato nel febbraio 2022.

## Modalità di agevolazione
Il contribuente che sostiene le spese, cui viene riconosciuto il Superbonus 110%, può optare per tre diverse modalità di agevolazione:
- detrazione delle spese in dichiarazione dei redditi ripartiti in cinque quote annuali di pari importo e, per la parte di spesa sostenuta nell'anno 2022, in quattro quote annuali di pari importo;
- sconto anticipato praticato dai fornitori di beni o servizi (c.d. sconto in fattura);
- cessione del credito a terzi. La cessione può essere disposta in favore dei fornitori dei beni e servizi necessari alla realizzazione degli interventi, di altri soggetti quali persone fisiche, anche esercenti attività di lavoro autonomo o d'impresa, o società ed enti nonché istituti di credito e intermediari finanziari.[34]

Se non ci saranno cambiamenti dell'ultimo minuto, stando a quanto dichiarato nel comunicato del Consiglio dei Ministri del 16 ottobre 2023, sembra confermato che la Legge di Bilancio per il 2024 porrà fine alle opzioni di trasferimento del credito e dello sconto immediato in fattura relativi al Superbonus a partire dal 1 gennaio 2024.

Il ministro Giorgetti, sempre durante la conferenza stampa ha dichiarato: 
aggiungendo
Di conseguenza, dal prossimo anno in poi, il Superbonus sarà disponibile unicamente attraverso le detrazioni fiscali Irpef, secondo le casistiche e le percentuali che sono state illustrate nei paragrafi precedenti del documento.

## Controversie e criticità

Timeline showing the national cost of Superbonus 110% as at 31 August 2024.

La misura ha suscitato innumerevoli critiche e polemiche, da parte di economisti e professionisti del settore, ma pure da parte dei membri del governo Draghi che giunsero nel febbraio 2022 a definire la misura come una "truffa tra le più grandi della Repubblica" commentando presunti illeciti miliardari derivanti da crediti inesistenti denunciati dall'Agenzia delle Entrate.. A valle delle serrate indagini condotte dalla Guardia di Finanza tali affermazioni sono risultate però infondate: a giugno 2023 su 75 miliardi di euro finanziati con il Superbonus risultavano irregolarmente percepiti soltanto 360 milioni, meno dello 0,5% del totale. Inoltre durante le indagini condotte nell'ambito della cessione dei crediti d'imposta è emerso come le frodi si siano moltiplicate sugli altri bonus edilizi, in particolare sul c.d. "bonus facciate" a cui sono imputate truffe multimiliardarie.
Il Superbonus 110% è stato criticato in quanto elimina qualsiasi incentivo alla contrattazione sul prezzo dei lavori, con effetti inevitabilmente inflazionistici. Sul piano della redistribuzione, essendo stato ampiamente utilizzato dalle fasce di reddito più elevate complice anche il mancato tetto ISEE. Sul piano dell'efficienza energetica, dato che a fronte dell'enorme costo per lo Stato ha raggiunto circa il 2% degli edifici, palesando l'insostenibilità dell'estensione della misura a percentuali sostanziali del patrimonio immobiliare italiano. Nei limiti di spesa espressi per ogni capitolo, era inoltre possibile ristrutturare gratuitamente anche seconde o terze case, case di villeggiatura i cui agiati proprietari non avevano alcun bisogno di sovvenzioni pubbliche per una riduzione tra l'altro trascurabile dell'impatto ambientale dato l'uso sporadico e spesso estivo degli immobili. E anche riguardo l’aspetto apparentemente più positivo, cioè la creazione di nuove imprese edili e posti di lavoro, perché in realtà si è trattato spesso di micro imprese di scarsa o scarsissima qualità, nate solo per accedere ai bonus e destinate in molti casi a morire con essi. Questo significa anche che pur trattandosi di una misura economicamente insostenibile oltre il breve termine sarà tuttavia difficile e politicamente molto costosa da smantellare.

### Gli esodati
Il continuo cambiamento legislativo nel campo della legge ha allo stesso tempo creato gravi danni a imprese, professionisti e cittadini. Oltre 10.000 cittadini si sono trovati senza casa o con una casa inagibile perché di colpo le banche non accettavano più i crediti maturati dai lavori per il Superbonus. Nonostante le continue promesse dalle varie forze politiche, la loro situazione non è migliorata. La cronaca ha riportato casi di cittadini che sono stati costretti a farsi ospitare da amici e parenti, che dormono in un garage, che si trovano a pagare affitto e mutuo perché le loro case sono state sventrate da lavori iniziati e che le imprese non hanno più la liquidità per continuare.

### Studio Nomisma
Il dibattito sul Superbonus è tornato ad accendersi in occasione della larga diffusione sulla stampa di uno studio della società di consulting Nomisma in concomitanza alla crisi di governo del 14 luglio 2022, che Giuseppe Conte ha innescato anche a causa delle restrizioni che Draghi provava ad introdurre sul Superbonus. Secondo la presentazione che ne ha fatto Nomisma con il Superbonus si sarebbe praticamente "inventato il moto perpetuo", come commenta l'analista finanziario Mario Seminerio, con effetti miracolosi sull'economia italiana dati da moltiplicatori keynesiani fino a 3. Va ricordato che lo studio è stato commissionato da ANCE Emilia-Romagna (associazione nazionale costruttori edili) e che risulta impossibile studiare il report tecnico. I risultati sul sito di Nomisma sono comunque presentati senza nascondere alcune evidenti criticità, come il fatto che la misura abbia interessato soprattutto la fascia più ricca della popolazione, divenendo di fatto un ingiusto trasferimento di risorse dai cittadini più poveri a quelli più ricchi. Vi è infatti evidenziato il profilo delle famiglie che si avvicinano al Superbonus ("In genere si tratta di nuclei familiari con un lavoro e un reddito di rilievo, che vivono in grandi centri abitativi. Questa divaricazione diventa ancora più evidente se si osservano coloro che riescono effettivamente ad accedere al bonus: le famiglie che ce la fanno sono quelle ‘ben equipaggiate’ con determinate caratteristiche (titolo di studio elevato, attività imprenditoriale, reddito alto) e non erano questi gli obiettivi iniziali."). Dal punto di vista dell'efficientamento energetico e della riduzione delle emissioni di CO₂ lo studio sottolinea inoltre che "Il Superbonus terminerà con un risultato molto deludente, perché sarà riqualificato meno dello 0,5% del patrimonio residenziale".
Per quanto riguarda l'effetto sui consumi, Nomisma riporta una media di risparmio previsto di 500€ all'anno in bolletta per ciascuna utenza, a fronte di una spesa media di circa 190'000€. Uno studio Censis finanziato dai costruttori e pubblicato il 16 novembre 2022 corrobora questa stima e calcola nel complesso una riduzione di emissioni per 1,4 milioni di t di CO2 (pari allo 0,43% delle emissioni italiane e allo 0,004% del totale), un risparmio energetico di circa 11,7 TWh/anno (0,66% del consumo italiano) e un leggermente più significativo risparmio di gas pari a 1,1 miliardi di metri cubi (quasi l'1,5% del fabbisogno italiano e il 4% di quanto importato dalla Russia prima dell'invasione dell'Ucraina).
Nel febbraio 2023 Nomisma pubblica un aggiornamento del suo studio sulla base anche dei nuovi dati pubblicati da ENEA, valutando ancora più positivamente gli effetti di crescita innescati della misura sull'economia nazionale, così come i benefici per le famiglie che ne hanno usufruito. Il risparmio medio in bolletta per famiglia viene portato a 964€ all'anno, a fronte di un investimento medio per edificio (compresi i condomini plurifamiliari) di circa 175'000€. Viene confermato il ritorno positivo aggiornato a 195,2 miliardi di euro per l'economia nazionale. L'impatto significativo sull'economia viene corroborato anche da Bankitalia che però avvisa sugli "oneri ingenti" per il crescente utilizzo della misura e del conseguente rischio di mancata copertura. Agli effetti postivi ora sono sommati anche gli aumenti di valore degli immobili post intervento e l'aumento di posti di lavoro (641.000 occupati in più nel settore delle costruzioni e 351.000 occupati in più nei settori collegati). Riguardo al rapporto costi/benefici nell'ambito della transizione ecologica lo studio rivela come ogni 59€ investiti nel Superbonus abbiano portato una riduzione di emissioni pari a una tonnellata CO2, contro i 95€ per investimenti nell'industria e i 52€ per investimenti nei trasporti. Nomisma conferma che la tipologia prevalente di beneficiario (25% sul totale) ha un reddito maggiore alla media nazionale, ma riporta anche come 1,7 milioni di italiani con reddito medio-basso abbiano usufruito del provvedimento, senza il quale non avrebbero potuto sostenere i costi della riqualificazione della propria abitazione.

## Obiettivi e risultati
Nel 2021 il Governo Draghi ha confermato il Superbonus 110% tra gli interventi strategici della "Rivoluzione verde e transizione ecologica" nel PNRR, individuando gli obiettivi quantitativi attesi dalla misura a livello nazionale:
- Almeno 100.000 edifici ristrutturati per una superficie totale abitabile riqualificata di 36 milioni di metri quadrati
- Risparmio di energia primaria medio pari a 240 kWh/mq annuo per gli edifici oggetto di intervento, con risparmio complessivo di energia pari ad almeno 191 Ktep all'anno
- Risparmio minimo, sia di energia che di emissioni inquinanti, del 30%-40% per gli edifici oggetto di intervento, con una riduzione delle emissioni complessive di gas serra di almeno 667 KtonCO2 all'anno

National and regional data showing the usage of Superbonus 110% from 1 September 2021 to 31 August 2024.

 Le previsioni di bilancio iniziali, rispetto all'intero orizzonte temporale di validità della misura, indicavano un investimento complessivo di 36,55 miliardi. Nel febbraio 2023 tale previsione si è rivelata totalmente inadeguata a causa dell'apertura di cantieri Superbonus in numero molto superiore alle attese, portando l'investimento a 61,20 miliardi (impatto rivalutato in 160 miliardi di euro nell'Aprile 2024). L'ampia diffusione della misura viene confermata dagli ultimi dati pubblicati da ENEA, resi disponibili dalla campagna #DatiBeneComune, che ad Agosto 2024 censisce quasi 500,000 edifici interessati dal Superbonus, per un investimento inerente ai lavori già conclusi pari a oltre 116 miliardi di euro.
Tuttavia nei soli anni 2021 e 2022 la misura ha contribuito all'aumento del PIL per un ammontare di 73 miliardi di euro, mentre l'impatto economico complessivo del Superbonus 110% sull'economia nazionale nel breve e lungo periodo è stimato maggiore e pari a 195,2 miliardi di euro considerando effetti diretti, indiretti, produzione aggiuntiva e indotto.
A metà 2022 è stata stimata una riduzione di emissioni di gas serra complessiva pari a 1,42 MtonCO2 all'anno riferita a 232.000 cantieri già conclusi, pari a oltre il doppio delle previsioni del PNRR fissate per il 2026.
Nell'arco del solo 2022 l'incentivo ha portato ad un aumento della produzione di energia solare, incrementando la potenza fotovoltaica nazionale di 1,6 GW.

### Esplicative
1. ↑  Il termine indicato è soggetto ad alcune proroghe. Più nello specifico, per gli IACP, il limite temporale entro il quale è possibile detrarre le spese si estende fino al 31 dicembre 2022, posticipabile ulteriormente fino al 30 giugno 2023 qualora siano stati completati almeno il 60% dei lavori al 31 dicembre 2022. Per i condomini invece, il limite temporale è esteso fino al 31 dicembre 2022 qualora siano stati completati almeno il 60% dei lavori al 30 giugno 2022.
2. ↑  Più nello specifico, la detrazione spetta ai proprietari e nudi proprietari, ai locatari o comodatari (previo consenso del legittimo possessore), ai titolari di un diritto reale di godimento, ai familiari conviventi del possessore o detentore dell’immobile a condizione che le spese siano da lui sostenute e che bonifici e fatture siano a lui intestati, al convivente more uxorio del proprietario dell’immobile.
3. ↑  Gli interventi antisismici che danno diritto alla detrazione del 110% sono tutti quelli compresi nell’attuale Sismabonus, disciplinato dal DM 28 febbraio 2017, n. 58 e modificato dal DM 6 agosto 2020, n. 329, sempre che le abitazioni si trovino nelle zone sismiche 1, 2 o 3. Sono detraibili anche le spese sostenute per la realizzazione congiunta di sistemi di monitoraggio strutturale continuo ai fini antisismici. Nel limite di spesa di 96.000 euro rientra anche il caso di "acquisto di case antisismiche".
4. ↑  Certificatori energetici individuati ai sensi del D.P.R. n. 75/2013.
5. ↑  Determinati tramite il decreto attuativo del MISE del 6 agosto 2020.
6. ↑  Sono escluse le unità immobiliari appartenenti alle categorie catastali A1 (villette), A8 (castelli) e A9 (abitazioni signorili) ossia le abitazioni di lusso.
7. ↑  In caso di interventi che danno diritto al superbonus del 110%, svolti congiuntamente ad altri interventi che beneficiano dell'Ecobonus con percentuali ridotte, è possibile estendere la detrazione del 110% anche a questi ultimi, nel rispetto dei limiti di spesa massimi consentiti per gli stessi.

### Bibliografiche
1. 1 2   Aree tematiche - Superbonus 110% - Superbonus 110% - Agenzia delle Entrate, su agenziaentrate.gov.it. URL consultato il 30 giugno 2022.
2. ↑   Superbonus 110%: informazioni sulle detrazioni | Confcommercio, su confcommercio.it. URL consultato il 30 giugno 2022.
3. ↑   Dopo la pesante crisi del 2020 l’edilizia riparte dal superbonus - Il Sole 24 ORE, su amp24.ilsole24ore.com. URL consultato il 30 giugno 2022.
4. ↑   Genesi e disastri del Superbonus che ha fatto un buco da 2,5 miliardi (di G. Colombo), su HuffPost Italia, 11 febbraio 2022. URL consultato il 30 giugno 2022.
5. ↑   Superbonus 110%, su Mise. URL consultato il 30 giugno 2022 (archiviato dall'url originale il 4 luglio 2022).
6. 1 2 3   Decreto-legge 19 maggio 2020, n. 34. (PDF), su agenziaentrateriscossione.gov.it.
7. ↑   DECRETO-LEGGE 6 maggio 2021, n. 59 - Normattiva, su www.normattiva.it. URL consultato il 26 agosto 2024.
8. ↑   Superbonus 110%, scadenze e proroghe definitive, su Bollettino di Legislazione Tecnica. URL consultato il 26 agosto 2024.
9. ↑   Parlamento Italiano - Disegno di legge C. 3166 - 18ª Legislatura, su www.senato.it. URL consultato il 26 agosto 2024.
10. ↑   Parlamento Italiano - Disegno di legge S. 2207 - 18ª Legislatura, su www.senato.it. URL consultato il 26 agosto 2024.
11. ↑   Superbonus, Draghi e Franco: truffa tra le più grandi della Repubblica, su corriere.it. URL consultato l'11 febbraio 2022.
12. ↑   Gino Pagliuca e Redazione Economia, Superbonus, quanto è costato allo Stato? Quasi il doppio della stima iniziale: ecco tutti i conti, su Corriere della Sera, 24 maggio 2023. URL consultato il 26 agosto 2024.
13. ↑   Il conto del Superbonus sale a 86 miliardi: è costato più del doppio (il 110%), su la Repubblica, 24 maggio 2023. URL consultato il 24 maggio 2023.
14. 1 2   Il governo si lamenta molto degli effetti del Superbonus, ma fa poco per limitarli, su ilpost.it.
15. ↑   Atto parlamentare - VI COMMISSIONE PERMANENTE - Finanze - Martedì 9 aprile 2024 (PDF), su documenti.camera.it.
16. ↑   La Corte dei Conti boccia i bonus edilizi: “Effetti distorsivi”, su la Repubblica, 24 giugno 2022. URL consultato il 30 giugno 2022.
17. ↑   Gianni Trovati, Superbonus, la Corte dei conti boccia il 110%: «Incentivo distorsivo», su Il Sole 24 ORE, 25 giugno 2022. URL consultato il 30 giugno 2022.
18. ↑   Perché il Superbonus crea distorsioni. Spiegato da Draghi, su ilfoglio.it. URL consultato il 30 giugno 2022.
19. ↑   Condé Nast, Quanto sono aumentati i prezzi dell'edilizia a causa del superbonus 110%, su Wired Italia, 13 giugno 2022. URL consultato il 30 giugno 2022.
20. ↑   L’economista Giuseppe Coco: «Il Superbonus produce inflazione. E vi spiego perché» | Associazione "Merita Meridione - Italia", su Associazione Meridione Italia. URL consultato il 30 giugno 2022.
21. 1 2 3 4  (EN) Italy: Selected Issues (pp. 20, 25), su IMF - International Monetary Fund,  pp. 20, 25 pdf. URL consultato il 26 luglio 2023.
22. ↑   Superbonus 110%: gli impatti sul risparmio energetico, ambientale ed economico. Lo studio di Gabetti, su ingenio-web.it. URL consultato il 30 giugno 2022.
23. ↑   Il Superbonus rinnovato divide ancora: “Venti miliardi per lo 0,9% dei palazzi”, su la Repubblica, 26 febbraio 2022. URL consultato il 30 giugno 2022.
24. ↑   Redazione, Stop al superbonus 110%? Spesi 20 miliardi pubblici per lo 0,9% degli edifici residenziali presenti nel paese, su Il Giornale delle PMI, 28 febbraio 2022. URL consultato il 30 giugno 2022.
25. ↑   Bonus 110%, su liberioltreleillusioni.it. URL consultato il 30 giugno 2022.
26. ↑   Umberto <1991> Pesce, Superbonus 110 %: punti di forza e criticità, 17 marzo 2022. URL consultato il 30 giugno 2022.
27. ↑   Superbonus: novità del 2023 per unità unifamigliari, su https://trovavisure.it/.
28. ↑   Direttiva (UE) 2018/844 del Parlamento Europeo e del Consiglio del 30 maggio 2018, su eur-lex.europa.eu.
29. ↑   Guida al Superbonus110% - Giugno 2022, su agenziaentrate.gov.it.
30. ↑   A. Mastromatteo, Superbonus, cessione del credito e correlate responsabilità, 2020.
31. ↑   A. Quaranta, "Le linee guida nazionali per l'Ape degli edifici ai tempi della politica 2.0", 2016.
32. ↑   Ecobonus 110% con Isolamento Termico a Cappotto, su edil-dima.it, 20 agosto 2020.
33. ↑   Audizione del Direttore dell’Agenzia delle entrate Avv. Ernesto Maria Ruffini, su agenziaentrate.gov.it.
34. ↑   A. Benedetto, "Superbonus: come esercitare l'opzione per lo sconto in fattura o la cessione del credito, "Pratica fiscale e professionale", 2020.
35. ↑   Andrea Dicanto, Superbonus: stop alla cessione del credito e sconto in fattura dal 2024, in Edilizia.com, 17 Ottobre 2023.
36. 1 2   Il Superbonus è tutto sbagliato anche senza truffe, su thesubmarine.it. URL consultato il 28 giugno 2022.
37. ↑   Superbonus 110% per gli immobili di interesse culturale : Per il “Rilancio” serve altro, su air.unimi.it. URL consultato il 30 giugno 2022.
38. ↑   Adnkronos, Superbonus, Cgia: "Misura sbilanciata a favore dei ricchi", su Adnkronos, 26 febbraio 2022. URL consultato il 30 giugno 2022.
39. ↑   Superbonus, Draghi e Franco: «truffa tra le più grandi della Repubblica», su corriere.it. URL consultato il 25 ottobre 2023.
40. ↑   "Bonus edilizi, frodi troppo facili”. Lite tra Draghi e M5S sui controlli, su la Repubblica, 11 febbraio 2022. URL consultato il 30 giugno 2022.
41. ↑   Fiorenza Sarzanini, Bonus, così i milioni di euro rubati diventavano «panzerotti», su Corriere della Sera, 13 febbraio 2022. URL consultato il 30 giugno 2022.
42. ↑   MF Milano Finanza, Superbonus, si rischia la più grande truffa della storia d'Italia - MilanoFinanza.it, su MF Milano Finanza, 29 gennaio 2022. URL consultato il 30 giugno 2022.
43. ↑   Frodi fiscali e bonus edilizi: Superbonus 110% ufficialmente assolto, su LavoriPubblici.it. URL consultato il 26 ottobre 2023.
44. ↑   Ecco perché il Superbonus 110 per cento è iniquo, su editorialedomani.it. URL consultato il 28 giugno 2022.
45. ↑   Superbonus, "riqualificato meno dello 0,5% del patrimonio residenziale", su nomisma.it.
46. ↑   Madera Ing. Vincenzo Superbonus e seconde case, su studiomadera.it.
47. ↑   I bonus riformisti nella bara italiana, su phastidio.net. URL consultato il 28 giugno 2022.
48. ↑   Esodati del Superbonus, su esodatidelsuperbonus.it.
49. ↑   Superbonus, l'analisi di Nomisma sull'impatto sociale e ambientale: "Ogni euro investito dallo Stato ne ha generati 3", su Il Fatto Quotidiano, 14 luglio 2022. URL consultato il 15 luglio 2022.
50. ↑   Primo bilancio superbonus - Nomisma Report DEF (PDF), su nomisma.it, luglio 2022. URL consultato il 7 marzo 2023 (archiviato dall'url originale il 30 marzo 2023).
51. ↑   Sky TG24, M5S, le richieste portate da Conte a Draghi: i 9 punti del documento, su tg24.sky.it. URL consultato il 15 luglio 2022.
52. ↑   Gino Pagliuca, Superbonus, Nomisma: dall’investimento ritorno economico triplicato (120 miliardi), su Corriere della Sera, 14 luglio 2022. URL consultato il 15 luglio 2022.
53. ↑   Di volpi, pollai e superbonus, su phastidio.net.
54. ↑   Le nuove pensioni con Meloni (oltre il libro dei sogni), su today.it.
55. ↑   Studio Nomisma-Ance Emilia su benefici Superbonus 110%: ritorno economico di 124,8 mld, su oice.it.
56. ↑   Pagella Politica: Il conflitto di interessi di chi stima i benefici del Superbonus, su pagellapolitica.it.
57. ↑   ANCE EMILIA e Nomisma, su anceemilia.it.
58. ↑   Nomisma Opera, su nomisma.it.
59. ↑   NOMISMA Presentazione del 2º Rapporto sul Mercato Immobiliare 2022: analisi congiunturale e prospettive future, su nomisma.it.
60. ↑   Dopo lo stop. Tutti i numeri del “superbonus 110”, un maxi-sconto ma soltanto per il 3%, su www.avvenire.it, 18 febbraio 2023. URL consultato il 14 marzo 2023.
61. ↑   Censis, Ecobonus e Superbonus per la transizione energetica del Paese - Gli incentivi per una politica industriale di lungo periodo (rapporto di ricerca) (PDF), su censis.it, 16 novembre 2022.
62. ↑   Censis.it, Censis, Ecobonus e superbonus per la transizione energetica del Paese, su CENSIS, 16 novembre 2022. URL consultato il 29 luglio 2023.
«Harley&Dikkinson e la Filiera delle Costruzioni»
63. ↑   No, il Superbonus non "si ripaga da solo al 70 per cento". La retromarcia del Censis, su www.ilfoglio.it. URL consultato il 29 luglio 2023.
64. ↑   Italy: What are the country’s annual CO2 emissions?, su ourworldindata.org.
65. ↑   Annual CO₂ emissions, su Our World in Data. URL consultato il 29 luglio 2023.
66. ↑   Italy: How much energy does the country consume each year?, su ourworldindata.org.
67. ↑   ARERA Consumi di gas naturale per settore, su arera.it.
68. ↑   La dipendenza italiana dal gas russo si è molto ridotta, su ilpost.it.
69. ↑   Importazioni gas naturale, su dgsaie.mise.gov.it.
70. ↑   110% Monitor: l’analisi Nomisma per misurare l’impatto economico della misura del Superbonus 110%, su nomisma.it.
71. ↑   Superbonus, risparmio in bolletta di quasi 1000 euro. Riduzione anche grazie al calo del prezzo del gas, su ilmessaggero.it.
72. ↑   Superbonus, Bankitalia: "Impatto significativo, ma oneri ingenti. Incentivi vanno sempre coperti", su repubblica.it.
73. ↑   Superbonus, il report di Nomisma: “Impatto di 195 miliardi sull’economia italiana. Chi ne beneficiato risparmia 964 euro sulla bolletta”, su ilfattoquotidiano.it.
74. ↑   Documento del Piano Nazionale di Ripresa e Resilienza (PDF), su governo.it.
75. ↑   AUDIZIONE SUGLI STRUMENTI DI INCENTIVAZIONE FISCALE CON PARTICOLARE RIFERIMENTO AI CREDITI DI IMPOSTA (PDF), su senato.it.
76. 1 2   Report mensile dati di utilizzo del Superbonus 110% - 31/08/2024.pdf (PDF), su efficienzaenergetica.enea.it.
77. ↑   La dimensione economica del superbonus, su temi.camera.it.
78. ↑   Il Superbonus ha fatto davvero bene all’ambiente?, su pagellapolitica.it.
79. ↑   Fotovoltaico in Italia: ecco l’installato a fine 2022 diviso per regione, su qualenergia.it.